# Sladenia shaefersi
Sladenia shaefersi es un pez que pertenece a la familia Lophiidae, del orden Lophiiformes. Fue descubierto por primera vez en el Mar Caribe, frente a las costas de Colombia.
Esta especie marina fue descrita por primera vez en 1976 por John H. Caruso y Harvey R. Bullis.

### Lectura recomendada
- Breder, C.M. and D.E. Rosen0 Modes of reproduction in fishes. T.F.H. Publications, Neptune City, New Jersey. 941 p. (Ref. 205).
- Caruso, J.H., S.W. Ross, K.J. Sulak and G.R. Sedberry0 Deep-water chaunacid and lophiid anglerfishes (Pisces:Lophiiformes) off the south-eastern United States. J. Fish Biol. 70:1015-1026. (Ref. 58471).
- Eschmeyer, W.N. (ed.). 2003. Catalog of fishes. Updated database version of March 2003. Catalog databases as made available to FishBase in March 2003.
- Paratype: Caruso, J. H. & Bullis, H. R. 1976. Bulletin of Marine Science. 26 (1): 59-64.
- Ni, Y., H.-L. Wu and S. Li0 A new species of the genus Sladenia (Pisces, Lophiidae) from the East China Sea and the South China Sea. Acta Zootaxonomica Sinica 37(1):211-216. (Ref. 89623).